# DeWitt County (Texas)
DeWitt County ist ein County im Bundesstaat Texas der Vereinigten Staaten. Das U.S. Census Bureau hat bei der Volkszählung 2020 eine Einwohnerzahl von 19.824 ermittelt. Der Sitz der Countyverwaltung (County Seat) befindet sich in Cuero.

## Geographie
DeWitt County liegt südöstlich des geographischen Zentrums von Texas und ist im Südosten etwa 100 km vom Golf von Mexiko entfernt. Es hat eine Fläche von 2358 km², wovon 3 km² Wasserfläche sind. Es grenzt im Uhrzeigersinn an folgende Countys: Lavaca County, Victoria County, Goliad County, Karnes County und Gonzales County.

## Geschichte
DeWitt County wurde am 24. März 1846 aus Teilen von Goliad County sowie Gonzales County und Victoria County gebildet. Die Verwaltungsorganisation wurde am 13. Juli des gleichen Jahres abgeschlossen. Benannt wurde es nach dem Offizier und Veteranen des Britisch-Amerikanischen Kriegs Green DeWitt, dem Gründer einer der ersten Kolonien im damals noch mexikanischen Texas am Guadalupe River.

## Wirtschaft
Seit 2008 laufen im County Vorbereitungen zur Ausbeutung von Ölschiefervorkommen (Eagle Ford Shale). Es ist ein Öl-Boom wie Anfang des 20. Jahrhunderts zu erwarten.

## Demografische Daten
Nach der Volkszählung im Jahr 2000 lebten im DeWitt County 20.013 Menschen; es wurden 7.207 Haushalte und 5.131 Familien gezählt. Die Bevölkerungsdichte betrug 8 Einwohner pro Quadratkilometer. Ethnisch betrachtet setzte sich die Bevölkerung zusammen aus 76,42 Prozent Weißen, 11,04 Prozent Afroamerikanern, 0,54 Prozent amerikanischen Ureinwohnern, 0,21 Prozent Asiaten, 0,02 Prozent Bewohnern aus dem pazifischen Inselraum und 10,01 Prozent aus anderen ethnischen Gruppen; 1,75 Prozent stammten von zwei oder mehr Ethnien ab. 27,24 Prozent der Einwohner waren spanischer oder lateinamerikanischer Abstammung.
Von den 7.207 Haushalten hatten 31,0 Prozent Kinder oder Jugendliche, die mit ihnen zusammen lebten. 55,1 Prozent waren verheiratete, zusammenlebende Paare, 11,8 Prozent waren allein erziehende Mütter und 28,8 Prozent waren keine Familien. 26,4 Prozent waren Singlehaushalte und in 15,0 Prozent lebten Menschen im Alter von 65 Jahren oder darüber. Die durchschnittliche Haushaltsgröße betrug 2,53 und die durchschnittliche Familiengröße betrug 3,04 Personen.
23,8 Prozent der Bevölkerung war unter 18 Jahre alt, 7,0 Prozent zwischen 18 und 24, 27,1 Prozent zwischen 25 und 44, 23,3 Prozent zwischen 45 und 64 und 18,9 Prozent waren 65 Jahre alt oder älter. Das Medianalter betrug 40 Jahre. Auf 100 weibliche Personen kamen 105,5 männliche Personen und auf 100 Frauen im Alter von 18 Jahren oder darüber kamen 105,2 Männer.
Das jährliche Durchschnittseinkommen eines Haushalts betrug 28.714 USD, das Durchschnittseinkommen einer Familie betrug 33.513 USD. Männer hatten ein Durchschnittseinkommen von 27.134 USD, Frauen 18.370 USD. Das Prokopfeinkommen betrug 14.780 USD. 15,3 Prozent der Familien und 19,6 Prozent der Einwohner lebten unterhalb der Armutsgrenze.

## Städte und Gemeinden
- Arneckeville
- Concrete
- Cuero
- Edgar
- Garfield
- Gruenau
- Hochheim
- Lindenau
- Meyersville
- Nopal
- Nordheim
- Pearl City
- Petersville
- Stratton
- Terryville
- Thomaston
- Upper Meyersville
- Verhelle
- Westhoff
- Yoakum
- Yorktown

## Sehenswürdigkeiten
Für eine Liste historischer Sehenswürdigkeiten siehe die Liste der Einträge im National Register of Historic Places im DeWitt County (Texas).